# Portugal en los Juegos Olímpicos de Melbourne 1956
Portugal estuvo representado en los Juegos Olímpicos de Melbourne 1956 por un total de 12 deportistas que compitieron en dos deportes.  
El equipo olímpico portugués no obtuvo ninguna medalla en estos Juegos.